# Flancourt-Crescy-en-Roumois
Flancourt-Crescy-en-Roumois ist eine französische Gemeinde mit 1.586 Einwohnern (Stand: 1. Januar 2022) im Département Eure in der Region Normandie. Sie gehört zum Arrondissement Bernay sowie zum Kanton Grand Bourgtheroulde und ist Mitglied im Gemeindeverband Roumois Seine. 

## Geografie
Flancourt-Crescy-en-Roumois liegt etwa 25 Kilometer südwestlich von Rouen in der Roumois. Umgeben wird Flancourt-Crescy-en-Roumois von den Nachbargemeinden Bouquetot im Norden und Nordwesten, Bourg-Achard im Norden und Nordosten, Grand Bourgtheroulde im Osten, Les Monts du Roumois im Südosten, Thénouville im Süden sowie Illeville-sur-Montfort im Westen.
Durch den Südosten der Gemeinde führt die Autoroute A28. 

## Geschichte
Zum 1. Januar 2016 wurden die bis dahin eigenständigen Kommunen Bosc-Bénard-Crescy, Épreville-en-Roumois und Flancourt-Catelon zur neuen Gemeinde (commune nouvelle) Flancourt-Crescy-en-Roumois zusammengeschlossen. Der Sitz dieser neu geschaffenen Gebietskörperschaft befindet sich im Ortsteil Bosc-Bénard-Crescy. 

## Gliederung
| Ortsteil                             | ehemaliger INSEE-Code | Fläche (km²) | Einwohnerzahl (2019) |
| ------------------------------------ | --------------------- | ------------ | -------------------- |
| Bosc-Bénard-Crescy (Verwaltungssitz) | 27085                 | 4,39         | 449                  |
| Épreville-en-Roumois                 | 27223                 | 6,65         | 561                  |
| Flancourt-Catelon                    | 27244                 | 7,97         | 507                  |

## Sehenswürdigkeiten

### Bosc-Bénard-Crescy
- Kirche Sainte-Trinité
- Friedhofskreuz aus dem 15./16. Jahrhundert, Monument historique seit 1961

### Épreville-en-Roumois
- Kirche Saint-Ouen aus dem 12./13. Jahrhundert mit späteren An- und Umbauten
- Herrenhaus aus dem 17./18. Jahrhundert
- Schloss Le Jonquay aus dem 17. Jahrhundert (vermutlich um 1630)

### Flancourt-Catelon
- Kirche Saint-Lubin aus dem 11. Jahrhundert in Catelon
- Kirche Saint-Ouen aus dem 13. Jahrhundert in Flancourt
- Herrenhaus von Catelon aus dem 17. Jahrhundert
- Herrenhaus von Candos aus dem 17. Jahrhundert
- Herrenhaus von La Vacherie aus dem 16./17. Jahrhundert

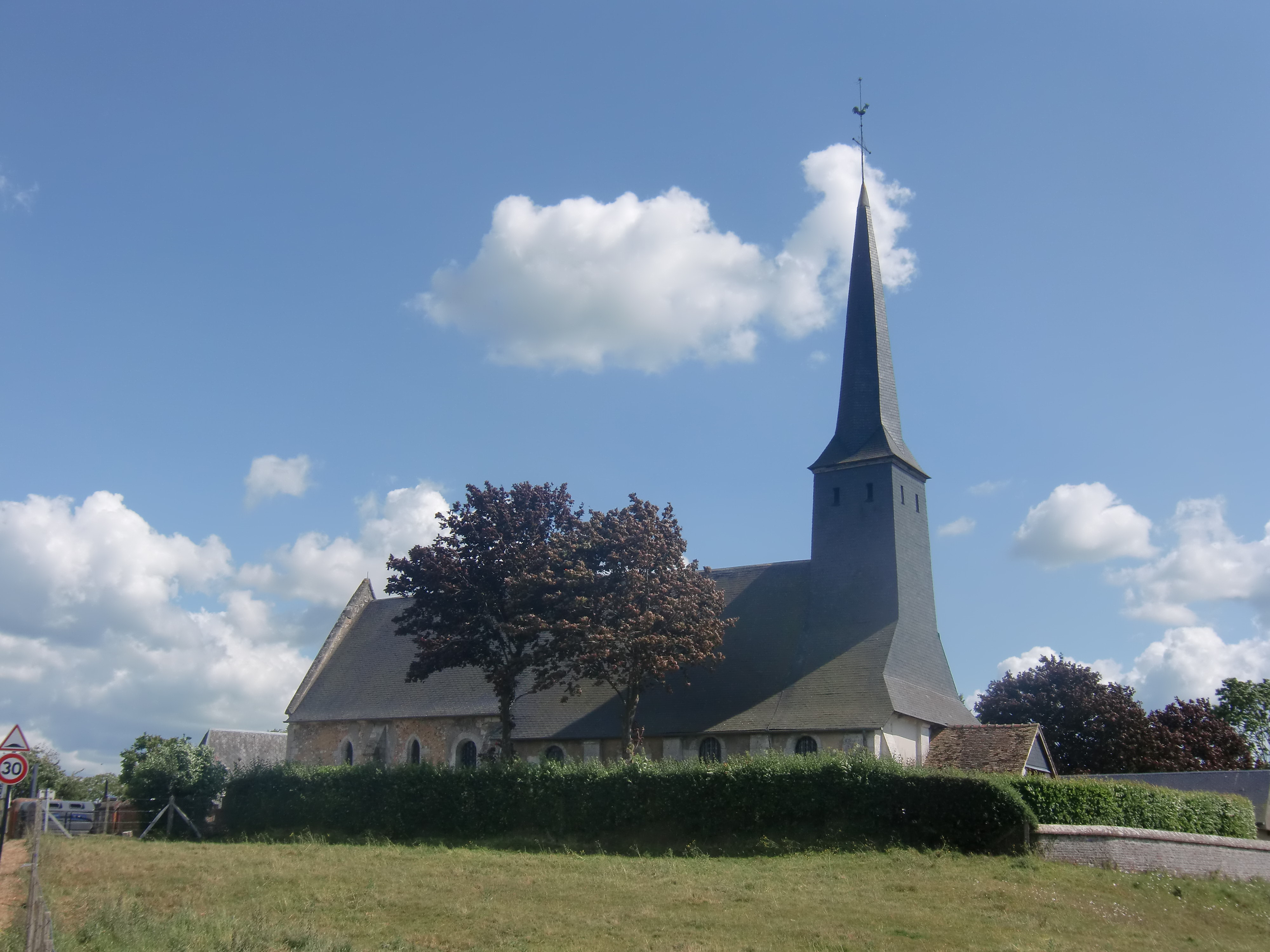
Kirche Sainte-Trinité in Bosc-Bénard-Crescy
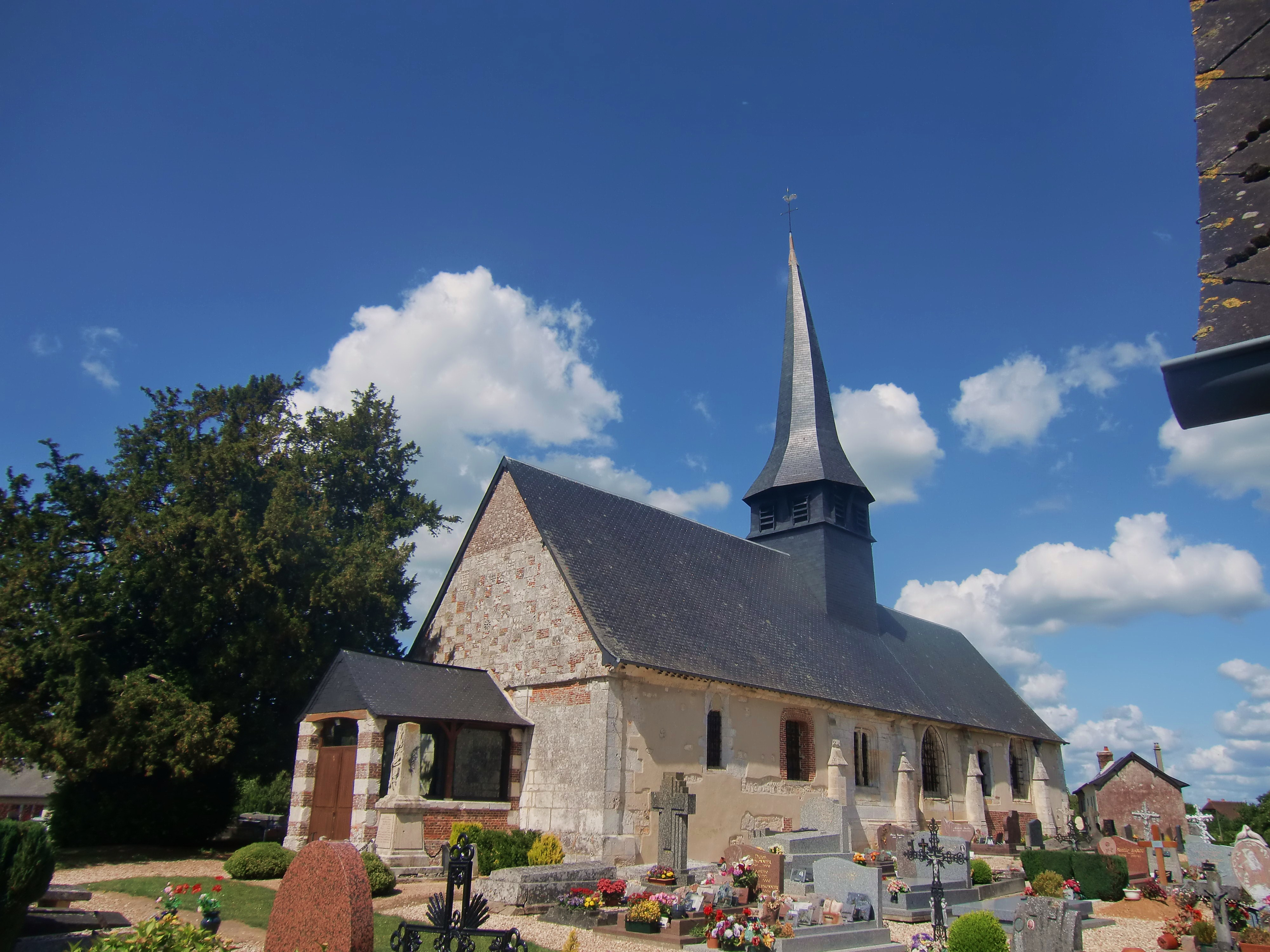
Kirche Saint-Ouen in Épreville-en-Roumois
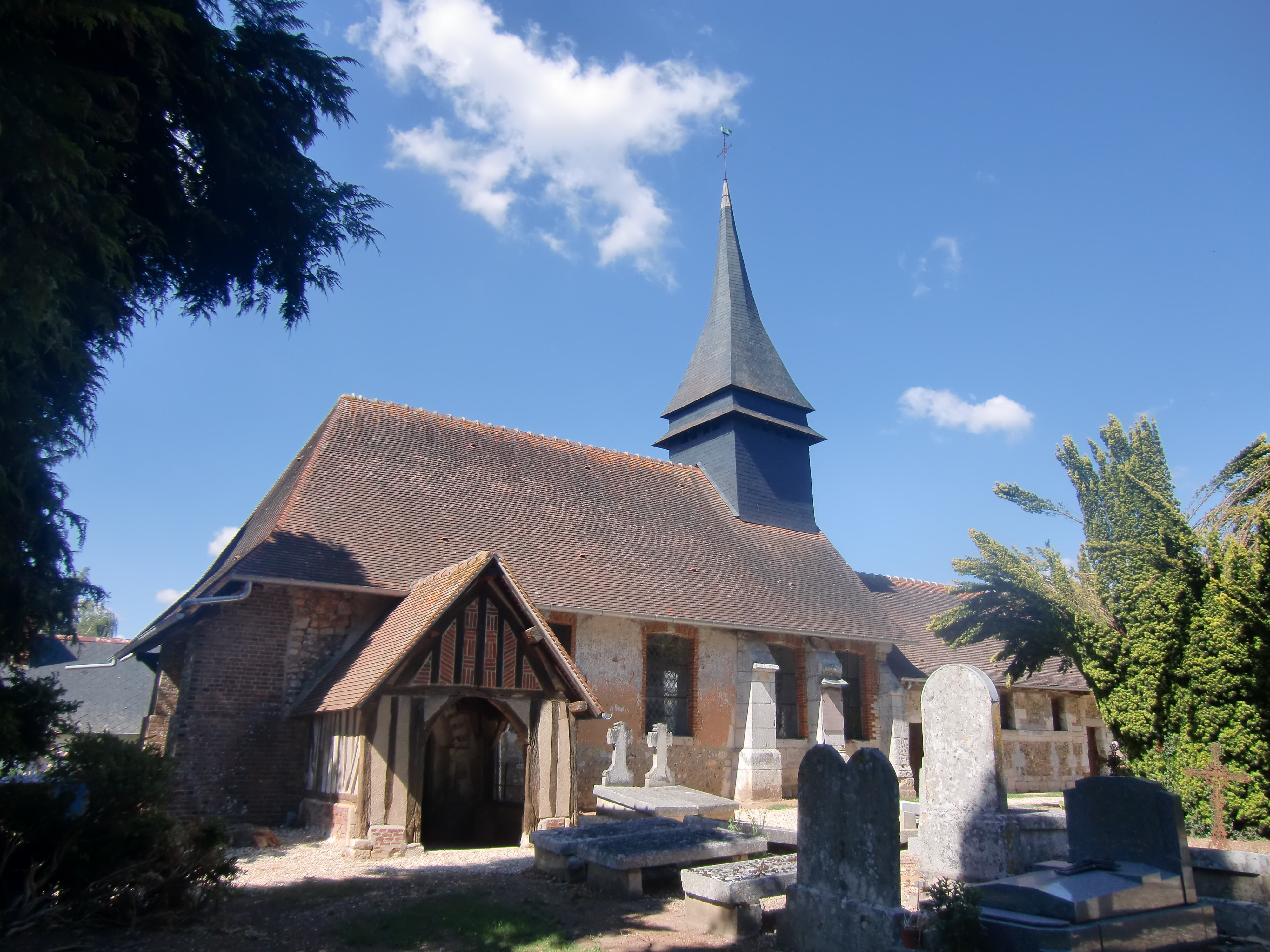
Kirche Saint-Lubin in Catelon
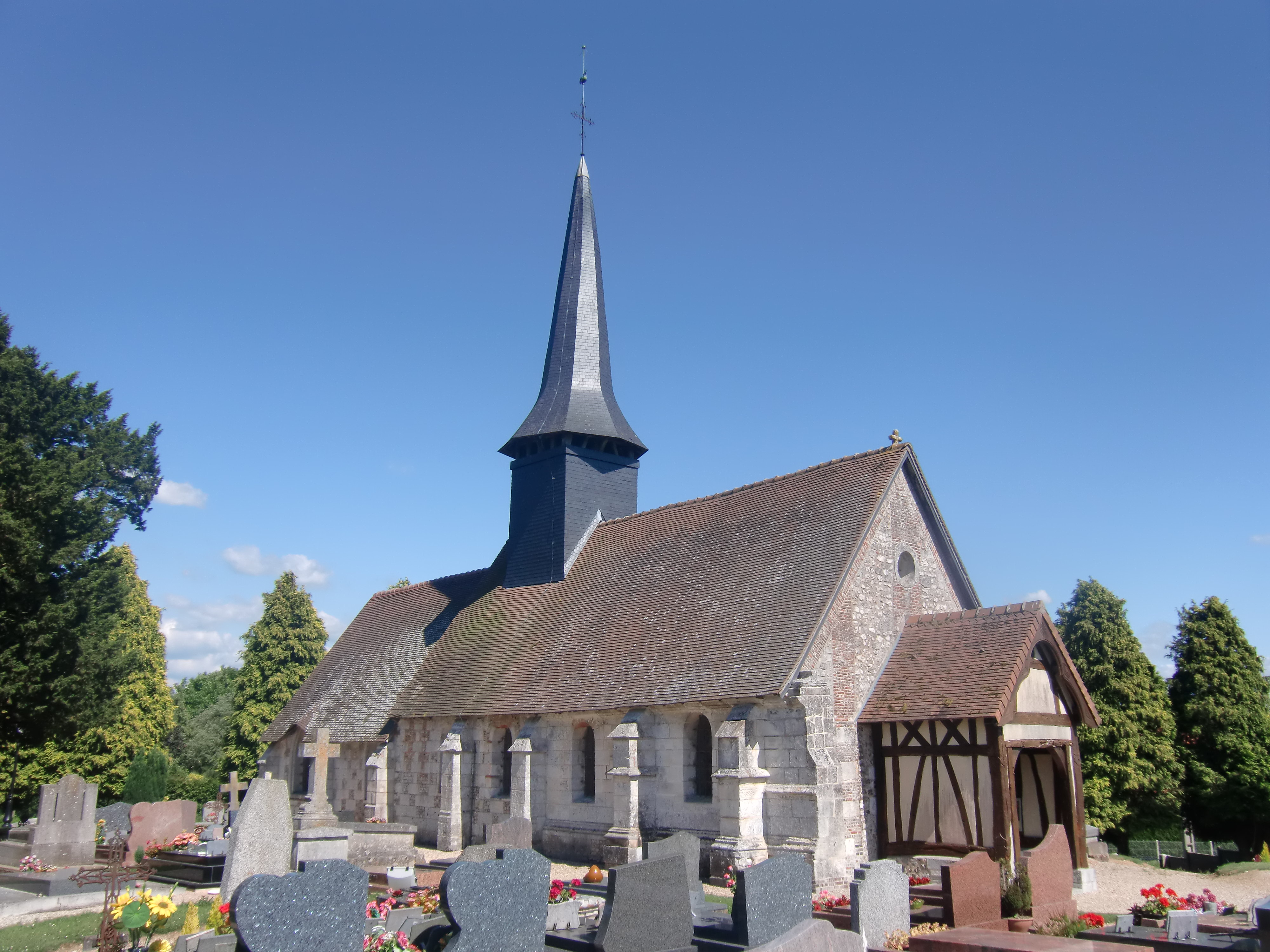
Kirche Saint-Ouen in Flancourt

## Persönlichkeiten
- Raymond Duchamp-Villon (1876–1918), Bildhauer.
- Jacques Villon (Gaston Duchamp) (1875–1963), Maler, Zeichner und Graveur.